# Voivodato di Bełz
Il voivodato di Bełz o palatinato di Bełz (in polacco Województwo Bełskie, in latino Palatinatus Belzensis) fu un'unità di divisione amministrativa e governo locale della Polonia dal XIV secolo fino alla seconda spartizione della Polonia. Insieme al voivodato di Rutenia, formava la Provincia della Rutenia Rossa.

## Governo municipale
Sede del governatorato del voivodato (Wojewoda):
- Bełz

Sede del consiglio regionale per tutte le terre della Rutenia (sejmik generalny):
- Sądowa Wisznia

Sede del consiglio regionale (sejmik poselski i deputacki):
- Bełz

## Divisione amministrativa e capoluoghi
- Contea di Bełz (Powiat Bełzski), Bełz
- Contea di Grabowiec (Powiat Grabowiecki), Grabowiec
- Contea di Horodlo (Powiat Horodelski), Horodło
- Contea di Lubaczów (Powiat Lubaczowski), Lubaczów
- Terra di Busk, (Ziemia Buska), Bus'k

## Voivodi
- Rafał Leszczyński (1619-1636)
- Jakub Sobieski (dal 1638)
- Adam Mikołaj Sieniawski (dal 1692 al 1710)
- Stanislaw Mateusz Rzewuski (dal 1726)

## Voivodati confinanti
- Voivodato di Rutenia
- Voivodato di Wolhynia
- Voivodato di Lublino